# (36469) 2000 QT23
2000 QT23 (asteroide 36469) é um asteroide da cintura principal. Possui uma excentricidade de 0.16262270 e uma inclinação de 4.29110º.
Este asteroide foi descoberto no dia 25 de agosto de 2000 por LINEAR em Socorro.